# Heliconius hopfferi
Heliconius hopfferi är en fjärilsart som beskrevs av Heinrich Neustetter 1907. Heliconius hopfferi ingår i släktet Heliconius och familjen praktfjärilar. Inga underarter finns listade i Catalogue of Life.